# Sateliții naturali ai lui Marte
Cei doi sateliți ai lui Marte sunt Phobos și Deimos.  Au formă neregulată.  Ambii au fost descoperiți de astronomul american Asaph Hall în august 1877  și poartă numele personajelor gemene mitologice grecești Phobos (frică și panică) și Deimos (teroare și groază) care l-au însoțit pe tatăl lor Ares în luptă. Ares, zeul războiului, era cunoscut de romani drept Marte.
În comparație cu Luna Pământului, sateliții Phobos și Deimos sunt mici. Phobos are un diametru de 22,2 km (13,8 mi) și o masă de 1,08 ×1016 kg, în timp ce Deimos măsoară 12,6 km (7,8 mi) transversal, cu o masă de 2,0 ×1015 kg. Phobos orbitează mai aproape de Marte, cu o semiaxa mare de 9.377 kilometri (5.827 mi) și o perioadă orbitală de 7,66 ore; în timp ce Deimos orbitează mai departe cu o semiaxă mare de 23.460 kilometri (14.580 mi) și o perioadă orbitală de 30,35 ore.

## Istorie

### Speculații timpurii

Vederea Curiosity asupra lunilor marțiane: Phobos trecând prin fața lui Deimos – în timp real (video-gif, 1 august 2013)

Speculațiile despre existența sateliților lui Marte începuseră când au fost descoperiți sateliții lui Jupiter. Când Galileo Galilei, ca un raport ascuns despre faptul că a observat două denivelări pe părțile laterale ale lui Saturn (mai târziu descoperite a fi inelele sale), a folosit anagrama smaismrmilmepoetaleumibunenugttauiras pentru Altissimum planetam tergeminum observavi ("Am observat că cea mai îndepărtată planetă are o formă triplă"), Johannes Kepler o interpretase greșit pentru a însemna Salve umbistineum geminatum Martia proles (Salut, gemenii furiosi, fiii lui Marte). 
Inspirat probabil de Kepler (și citând a treia lege a lui Kepler a mișcării planetare ), satira lui Jonathan Swift Călătoriile lui Gulliver (1726) face referire la doi sateliți în partea 3, capitolul 3 („Călătoria către Laputa ”), în care sunt descriși astronomii lui Laputa. ca au descoperit doi sateliți ai lui Marte care orbitează la distanțe de 3 și 5 diametre marțiane cu perioade de 10 și 21,5 ore. Phobos și Deimos (ambii găsiți în 1877, la mai bine de un secol după romanul lui Swift) au distanțe orbitale reale de 1,4 și 3,5 diametre marțiane, iar perioadele lor orbitale respective sunt 7,66 și 30,35 ore.   În secolul al XX-lea, VG Perminov, un proiectant de nave spațiale timpurii către sovietice Marte și Venus, a speculat că Swift a găsit și a descifrat înregistrările pe care marțienii le-au lăsat pe Pământ.  Cu toate acestea, opinia majorității astronomilor este că Swift folosea pur și simplu un argument comun al vremii, că, deoarece planetele interioare Venus și Mercur nu aveau sateliți, Pământul avea unul și Jupiter avea patru (cunoscuți la acea vreme), că Marte prin analogie trebuie să aibă doi. În plus, deoarece nu fuseseră încă descoperiți, s-a argumentat că trebuie să fie mici și aproape de Marte. Acest lucru l-ar determina pe Swift să facă o estimare aproximativ exactă a distanțelor orbitale și a perioadelor de revoluție. În plus, Swift ar fi putut fi ajutat în calculele sale de prietenul său, matematicianul John Arbuthnot. 
Nuvela din 1752 a lui Voltaire „ Micromégas ”, despre un vizitator extraterestru pe Pământ, se referă și la doi sateliți a lui Marte. Se presupune că Voltaire a fost influențat de Swift.   Ca recunoaștere a acestor „predicții”, două cratere de pe Deimos sunt numite Swift și Voltaire,   în timp ce pe Phobos există o regiune numită, Laputa Regio, și o planitia numită, Lagado Planitia, ambele fiind numite după locuri din Călătoriile lui Gulliver ( Laputa fictivă, o insulă zburătoare, și Lagado, capitala imaginară a națiunii fictive Balnibarbi ).  Multe dintre craterele de pe Phobos sunt, de asemenea, numite după personaje din Călătoriile lui Gulliver. 

### Descoperire

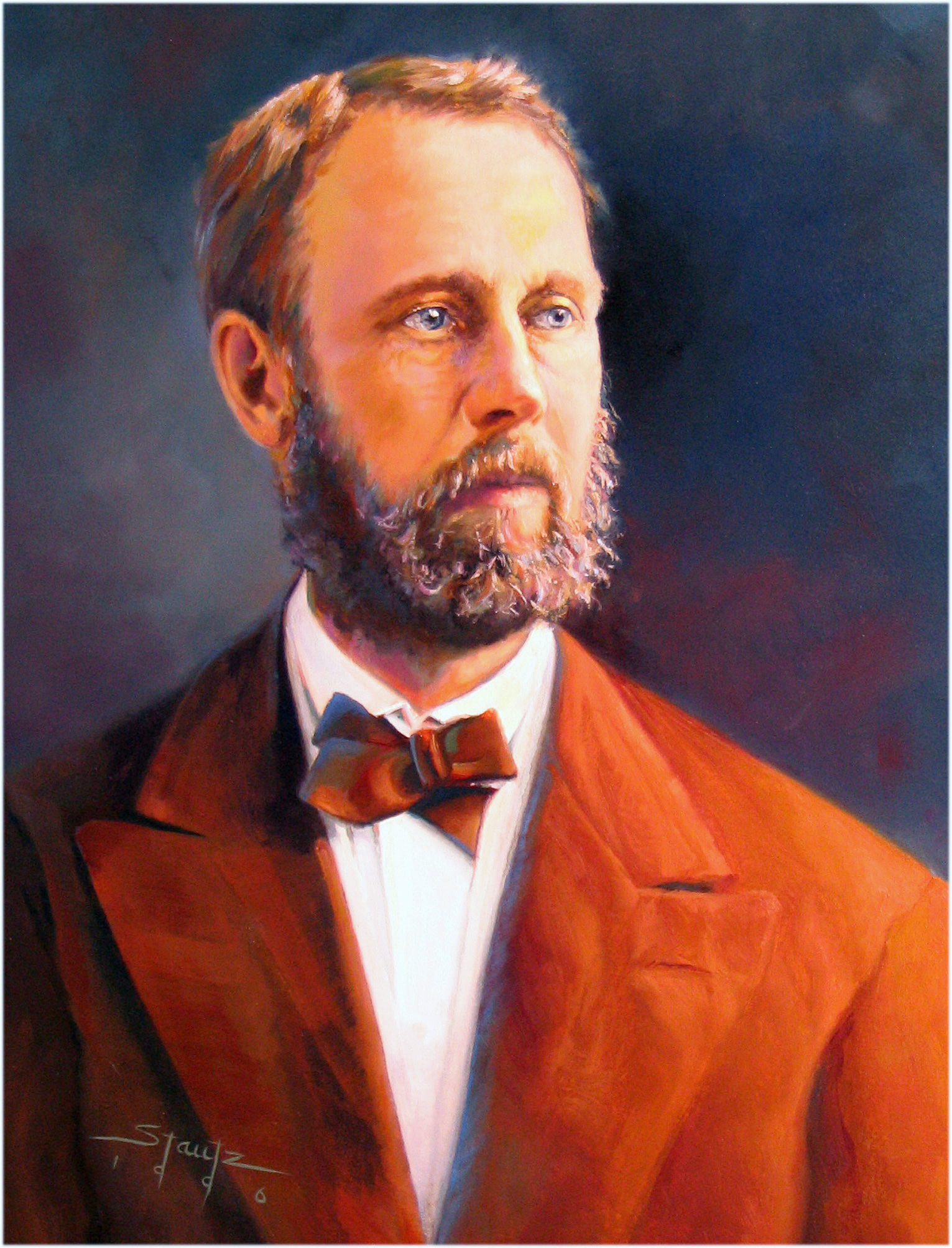
Asaph Hall III, descoperitorul lui Phobos și Deimos

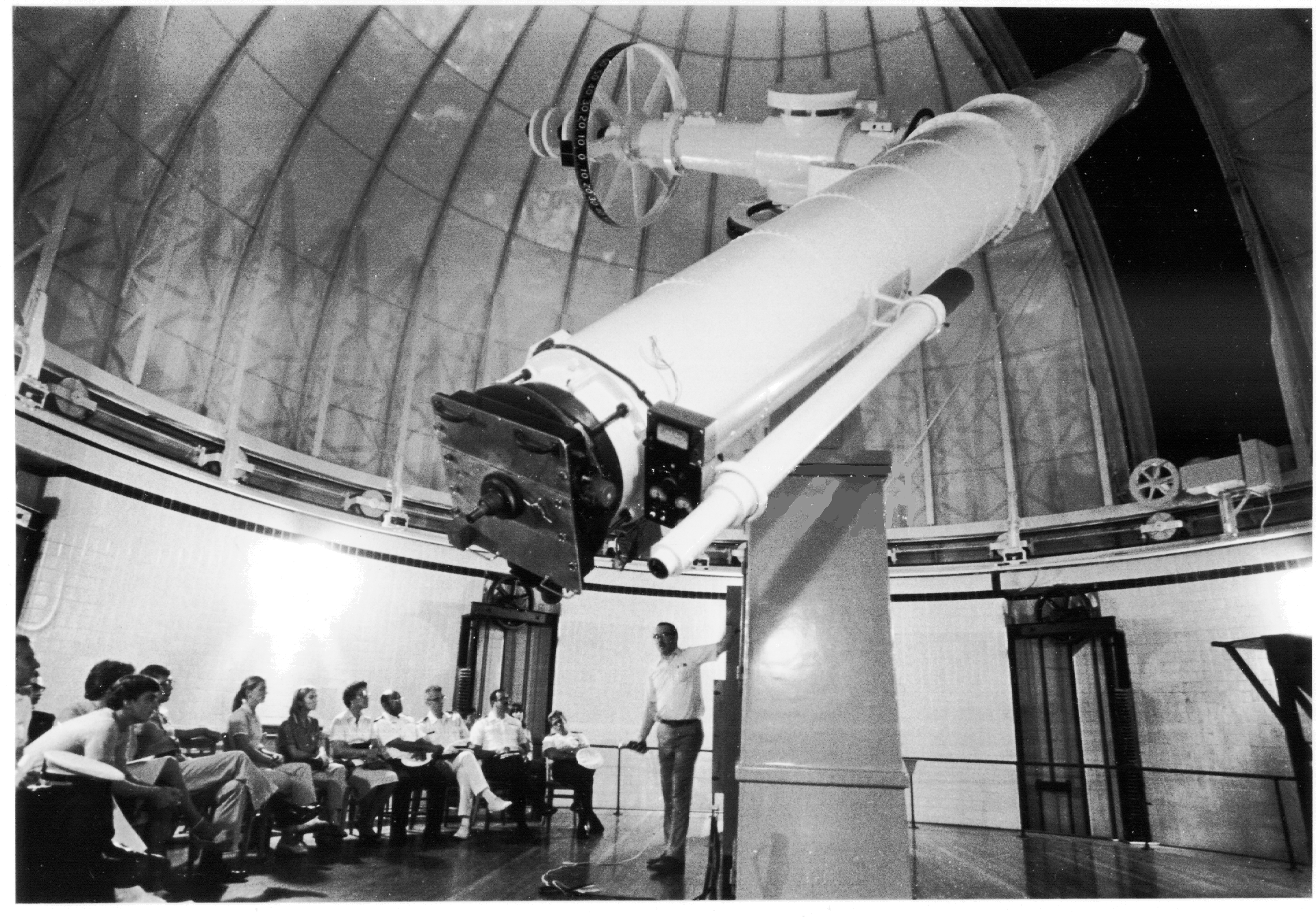
Telescopul folosit de Asaph Hall în descoperirea sateliților marțieni

Asaph Hall l-a descoperit pe Deimos pe 12 august 1877 la aproximativ 07:48 UTC și pe Phobos pe 18 august 1877, la Observatorul Naval al SUA ( vechiul Observator Naval din Foggy Bottom) din Washington, DC, la aproximativ 09:14 GMT (sursele contemporane, folosind convenția astronomică de dinainte de 1925, care a început ziua la amiază,  indică ora descoperirii ca 11 august 14:40 și, respectiv, 17 august 16:06, ora medie a Washingtonului ).    În acel moment, el căuta în mod deliberat sateliții marțieni. Hall a văzut anterior ceea ce părea a fi un satelit marțian pe 10 august, dar din cauza vremii nefavorabile, nu i-a putut identifica definitiv decât mai târziu.

Hall și-a consemnat descoperirea lui Phobos în caietul său, după cum urmează: 
„: "Am repetat examinarea în prima parte a nopții de 11 [august 1877] și din nou nu am găsit nimic, dar încercând din nou câteva ore mai târziu, am găsit un obiect slab pe partea următoare și puțin la nord de planetă. Abia am avut timp să-i observ poziția când ceața de la râu a oprit lucrul. Era la ora două și jumătate în noaptea de 11. Vremea înnorată a intervenit pentru câteva zile.
"Pe 15 august vremea arăta mai promițătoare, am dormit la Observator. Cerul a devenit senin cu o furtună la ora 11 și căutările au fost reluate. Cu toate acestea, atmosfera era într-o stare foarte proastă, iar Marte era atât de arzător și instabil încât nu se putea vedea nimic din obiect, despre care acum știm că era la acea vreme atât de aproape de planetă încât să fie invizibil.
"Pe 16 august, obiectul a fost găsit din nou pe următoarea parte a planetei, iar observațiile din acea noapte au arătat că se mișca odată cu planeta și, dacă era un satelit, se afla aproape de una dintre elongațiile sale. Până atunci nu spusesem nimic nimănui de la Observator despre căutarea mea pentru un satelit de pe Marte, dar la părăsirea observatorului după aceste observații din 16, pe la ora trei dimineața, i-am spus asistentului meu, George Anderson , căruia i-am arătat obiectul, că am crezut că am descoperit un satelit al lui Marte. I-am spus, de asemenea, să tacă, deoarece nu mi-aș dori să se spună nimic până când chestiunea a fost sigură. N-a spus nimic, dar chestia a fost prea bună pentru a o păstra și l-am spus celorlalți singur. Pe 17 august, între ora unu și două, în timp ce îmi reduceam observațiile, profesorul Newcomb a intrat în camera mea să-și mănânce prânzul și i-am arătat măsurătorile mele ale obiectului slab de lângă Marte, ceea ce a demonstrat că se mișcă odată cu planeta.
"Pe 17 august, în timp ce așteptam și urmăream luna exterioară, a fost descoperită cea interioară. Observațiile din zilele de 17 și 18 pun dincolo de orice îndoială caracterul acestor obiecte, iar descoperirea a fost anunțată public de amiralul Rodgers."”
Telescopul folosit pentru descoperire a fost cel de 26 de inchi (66 cm) refractor (telescop cu lentilă) situat atunci la Foggy Bottom.  În 1893, obiectivul a fost remontat și pus într-o nouă cupolă, unde rămâne în secolul XXI. 
Numele, scrise inițial Phobus și, respectiv, Deimus, au fost sugerate de Henry Madan (1838 – 1901), Maestru de Știință al Etonului, din Cartea XV a Iliadei, unde Ares invocă Frica și Groaza. Nepoata fratelui lui Henry Madan, Falconer Madan, a fost Venetia Burney, care a sugerat prima denumirea lui Pluto.

### Farsa luna lui Marte
În 1959, Walter Scott Houston a făcut o farsă celebră de Ziua păcălelilor în ediția din aprilie a Great Plains Observer, susținând că „Dr. Arthur Hayall de la Universitatea din Sierras raportează că sateliții lui Marte sunt de fapt sateliți artificiali”. Atât Dr. Hayall, cât și Universitatea din Sierras erau fictive. Farsa a câștigat atenția la nivel mondial atunci când afirmația lui Houston a fost repetată cu seriozitate de către un om de știință sovietic, Iosif Shklovsky,  care, pe baza unei estimări a densității respinse mai târziu, a sugerat că Phobos era o carcasă metalică goală.

### Sondajele recente
Au fost efectuate căutări pentru sateliți suplimentari. În 2003, Scott S. Sheppard și David C. Jewitt au cercetat aproape întreaga sferă Hill a lui Marte pentru sateliți neregulați. Cu toate acestea, lumina împrăștiată de pe Marte i-a împiedicat să caute în câteva minute de arc interioare în care stau sateliții Phobos și Deimos. Nu s-au găsit sateliți noi la o magnitudine roșie limitativă aparentă de 23,5, care corespunde cu raze de aproximativ 0,09 km folosind un albedo de 0,07. 

## Caracteristici

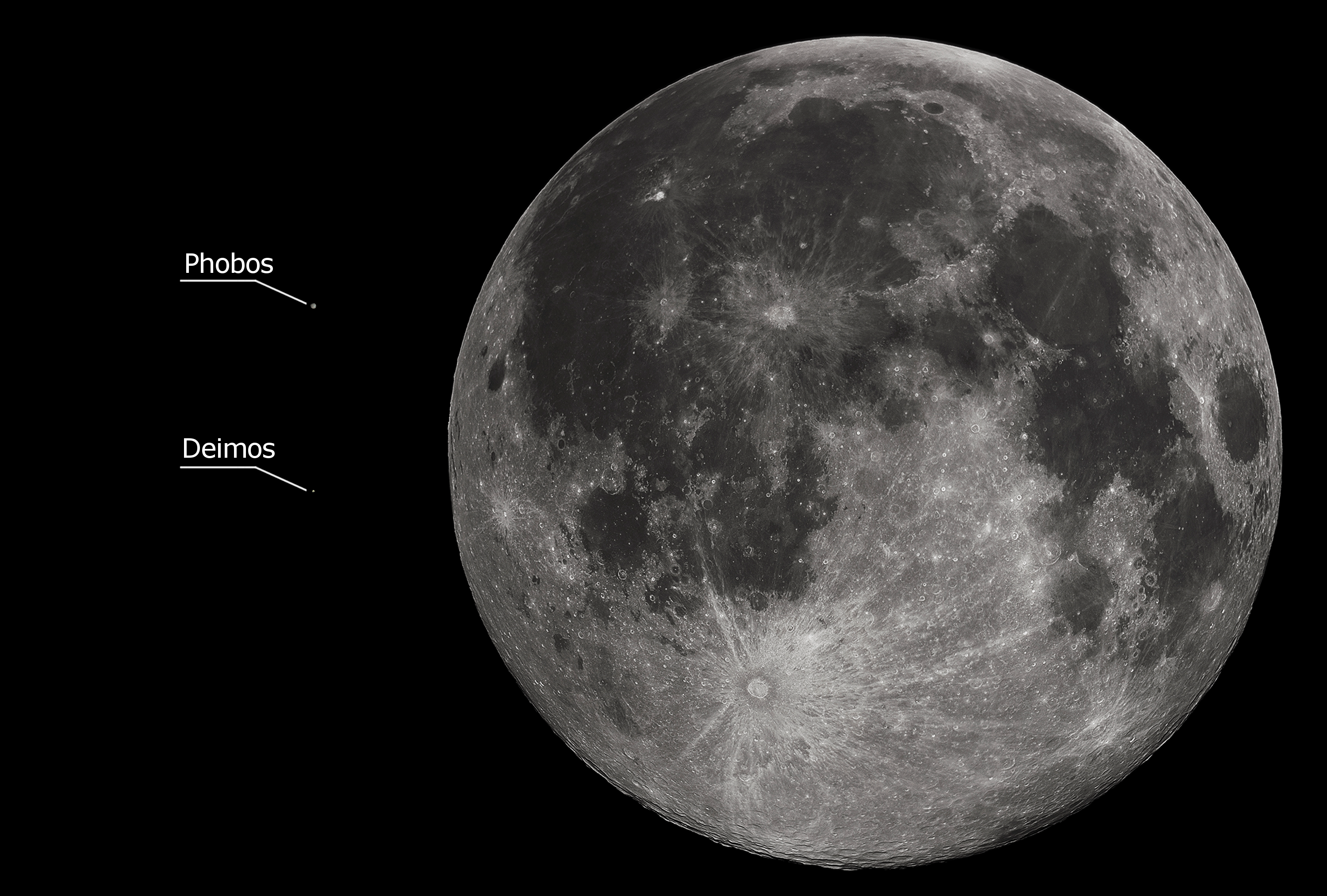
Comparație de mărime între Phobos, Deimos și Luna (dreapta)

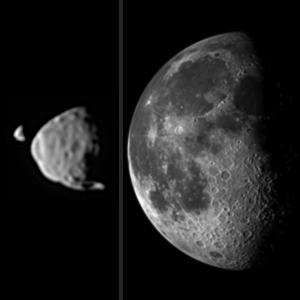
Dimensiunile aparente ale satelițior lui Marte, Deimos și Phobos și ale Lunii văzute de pe suprafața planetelor respective (Sateliții lui Marte fotografiați de roverul Curiosity, 1 august 2013)

Dacă este privit de pe suprafața lui Marte în apropierea ecuatorului său, un Phobos plin arată cu aproximativ o treime din dimensiunea unei luni pline de pe Pământ. Are un diametru unghiular cuprins între 8' (la răsărit) și 12' (asupra capului). Datorită orbitei apropiate, ar părea mai mic atunci când observatorul este mai departe de ecuatorul marțian și se află sub orizont și, prin urmare, nu este vizibil de pe calotele polare ale lui Marte. Deimos arată mai mult ca o stea sau o planetă strălucitoare pentru un observator de pe Marte, doar puțin mai mare decât arată Venus de pe Pământ; are un diametru unghiular de aproximativ 2'. Diametrul unghiular al Soarelui, văzut de pe Marte, dimpotrivă, este de aproximativ 21'. Astfel, nu există eclipse totale de soare pe Marte, deoarece sateliții sunt mult prea mici pentru a acoperi complet Soarele. Pe de altă parte, eclipsele totale lunare ale lui Phobos au loc aproape în fiecare noapte.
Mișcările lui Phobos și Deimos ar părea foarte diferite de cele ale Lunii Pământului. Phobos este rapid și răsare în vest, apune în est și răsare din nou în doar unsprezece ore, în timp ce Deimos, fiind doar în afara razei orbitei sincrone, răsare așa cum era de așteptat în est, dar foarte lent. În ciuda orbitei sale de 30 de ore, are nevoie de 2,7 zile pentru a apune în vest, deoarece rămâne încet în urmă fată de rotația lui Marte.
Ambii sateliți sunt în rotație sinonă prezentând întotdeauna aceeași față către Marte. Deoarece Phobos îl orbitează pe Marte mai repede decât se rotește planeta însăși, forțele mareice îi scad lent, dar constant raza orbitală. La un moment dat în viitor, când va trece de limita Roche, Phobos va fi destrămat  de aceste forțe mareice și fie se va prăbuși pe Marte, fie va forma un inel.   Mai multe șiruri de cratere de pe suprafața marțiană, înclinate mai mult față de ecuator cu cât sunt mai în vârstă, sugerează că ar fi putut exista și alți sateliți mici care au suferit soarta așteptată de la Phobos și că scoarța marțiană în ansamblu s-a schimbat între aceste evenimente.  Deimos, pe de altă parte, este suficient de departe încât orbita sa este în schimb crescută încet,  asemănătoare cu Luna Pământului.

### Detalii orbitale
| Desemnare | Nume și pronunție (cheie) | Nume și pronunție (cheie) | Imagine | Diametru (km)                      | Aria suprafeței (km2) | Masă (kg) | Semiaxă mare (km)     | Perioadă orbitală (ore) | Perioadă medie pe cer (h, z) | Excentricitate | Înclinație (°) |
| --- | ------------------------- | ------------------------- | ------- | ---------------------------------- | --------------------- | --------- | --------------------- | ----------------------- | ---------------------------- | -------------- | -------------- |
| I | Phobos                    | /'fo.bos/                 |         | 22,2 km (13,8 mi)(27×21.6×18.8 km) | 1,548 km2             | 10.8×1015 | 9,377 km (5,827 mi)   | 7.66                    | 11.12 h (0.463 z)            | 0,0151         | 1.093          |
| II | Deimos                    | /'dej.mos/                |         | 12,6 km (7,8 mi)(10×12×16 km)      | 483 km2               | 1.5×1015  | 23,460 km (14,577 mi) | 30.31                   | 131 h (5.44 z)               | 0.00033        | 0.93           |
| Mărimile și distanțele relative dintre Marte, Phobos și Deimos, la scară (Încărcați întreaga imagine pentru a vedea sateliții) |                           |                           |         |                                    |                       |           |                       |                         |                              |                |                |

## Origine

Animație care ilustrează originea din centura de asteroizi a satelițior

Originea sateliților marțieni este încă controversată.  Phobos și Deimos au multe în comun cu asteroizii carbonați de tip C, cu spectre, albedo și densitate foarte asemănătoare cu cele ale asteroizilor de tip C sau D.  Pe baza asemănării lor, o ipoteză este că ambii sateliți ar putea fi asteroizi capturați din centura de asteroizi.   Ambii sateliți au orbite foarte circulare care se află aproape exact în planul ecuatorial al lui Marte și, prin urmare, o origine de captare necesită un mecanism de circularizare a orbitei inițial extrem de excentrice și ajustarea înclinării acesteia în planul ecuatorial, cel mai probabil printr-o combinație de rezistență atmosferică și forțe mareice,  deși nu este clar dacă este suficient timp disponibil pentru ca acest lucru să se întâmple pentru Deimos.  Captarea necesită, de asemenea, disiparea energiei. Atmosfera actuală a lui Marte este prea subțire pentru a captura un obiect de dimensiunea lui Phobos prin frânarea atmosferică.  Geoffrey Landis a subliniat că capturarea ar fi putut avea loc dacă corpul original ar fi fost un asteroid binar care s-a separat sub forțele mareice. 
Phobos ar putea fi un obiect din sistemul solar de a doua generație care s-a format pe orbită după formarea lui Marte, mai degrabă decât să se formeze concomitent din același nor de naștere ca Marte. 
O altă ipoteză este că Marte a fost odată înconjurat de multe corpuri de dimensiunea lui Phobos și Deimos, probabil aruncate pe orbită în jurul lui printr-o coliziune cu un planetezimal mare.  Porozitatea ridicată a interiorului lui Phobos (pe baza densității de 1,88 g/ cm3, golurile sunt estimate a cuprinde 25 până la 35% din volumul lui Phobos) este incompatibilă cu o origine asteroidiană.  Observațiile lui Phobos în infraroșu termic sugerează o compoziție care conține în principal filosilicați, care sunt bine cunoscuți de pe suprafața lui Marte. Spectrele sunt distincte de cele ale tuturor claselor de meteoriți condriți, arătând împotriva unei origini asteroidiene.  Ambele seturi de descoperiri susțin o origine lui Phobos din materialul aruncat de un impact pe Marte care s-a reacretat pe orbita marțiană,  similar cu teoria predominantă pentru originea Lunii Pământului.
S-ar putea ca sateliții lui Marte să fi început cu o coliziune uriașă cu o protoplanetă cu o treime din masa lui Marte, care a format un inel în jurul lui. Partea interioară a inelului a format un satelit mare. Interacțiunile gravitaționale dintre acest satelit și inelul exterior i-au format pe Phobos și Deimos. Mai târziu, satelitul mare s-a prăbușit pe Marte, dar cei doi sateliți mici au rămas pe orbită. Această teorie este în acord cu suprafața cu granulație fină a sateliților și cu porozitatea lor ridicată. Discul exterior ar crea material cu granulație fină.   Simulările sugerează că obiectul care s-a ciocnit cu Marte trebuia să se încadreze în intervalul de mărime al lui Ceres și Vesta, deoarece un impact mai mare ar fi creat un disc mai masiv și sateliți care ar fi împiedicat supraviețuirea unor sateliți mici precum Phobos și Deimos. 
Cel mai recent, Amirhossein Bagheri și colegii săi de la ETH Zurich și US Naval Observatory, au propus o nouă ipoteză cu privire la originea sateliților. Analizând datele seismice și orbitale din Misiunea Mars InSight și din alte misiuni, ei au propus că sateliții se nasc din perturbarea unui corp părinte comun cu aproximativ 1 până la 2,7 miliarde de ani în urmă. Progenitorul comun al lui Phobos și Deimos a fost, cel mai probabil, lovit de un alt obiect și distrus pentru a-i forma pe Phobos și Deimos. Dar o lucrare recentă sugerează că pare puțin probabil ca Phobos și Deimos să fie despărțiți direct dintr-un singur satelit ancestral. Ei folosesc simulări cu N-corpuri pentru a arăta că scenariul cu un singur satelit ancestral ar trebui să aibă ca rezultat un impact între cei doi sateliți, ducând la un inel de resturi după 104 ani.

## Explorare

### Încercările și propunerile din trecut
În timp ce multe sonde marțiane au furnizat imagini și alte date despre Phobos și Deimos, doar puține au fost dedicate acestor sateliți și intenționau să efectueze un zbor sau o aterizare la suprafață.
Două sonde din cadrul programului sovietic Phobos au fost lansate cu succes în 1988, dar niciuna nu a efectuat aterizările cu sărituri pe Phobos și Deimos din cauza eșecurilor (deși Phobos 2 l-a fotografiat cu succes pe Phobos). Sonda rusă post-sovietică Fobos-Grunt trebuia să fie prima misiune de returnare a mostrei de pe Phobos, dar o defecțiune a rachetei a lăsat-o blocată pe orbită în jurul Pământului în 2011. Eforturile de reactivare a sondei au eșuat și aceasta a căzut înapoi pe Pământ într-o reintrare necontrolată la 15 ianuarie 2012, peste Oceanul Pacific, la vest de Chile.   
În 1997 și 1998, misiunea Aladdin a fost selectată ca finalist în cadrul Programului Discovery al NASA. Planul era să viziteze atât pe Phobos, cât și pe Deimos și să lanseze proiectile spre sateliți. Sonda ar colecta resturile în timp ce efectua un zbor lent. Aceste mostre vor fi returnate pe Pământ pentru studiu trei ani mai târziu. În cele din urmă, NASA a respins această propunere în favoarea MESSENGER, o sondă pentru Mercur.
În 2007, Agenția Spațială Europeană și EADS Astrium au propus și dezvoltat o misiune către Phobos în 2016 cu o aterizare și întoarcere a unei mostre, dar această misiune nu a fost niciodată efectuată. Agenția Spațială Canadiană ia în considerare misiunea Phobos Reconnaissance și International Mars Exploration (PRIME) către Phobos cu un orbiter și o aterizare din 2007. Din 2013, NASA a dezvoltat conceptul de misiune Phobos Surveyor cu un orbiter și un mic rover.   Misiunea PADME a NASA a fost concepută pentru a efectua mai multe zboruri ale sateliților marțieni, dar nu a fost aleasă pentru dezvoltare.  De asemenea, NASA evaluează misiunea de concept OSIRIS-REx II pentru un eșantion returnat de pe Phobos.  O altă misiune de întoarcere eșantion de pe Deimos, numită Gulliver, a fost conceptualizată. 

### Propuneri curente
JAXA intenționează să lanseze misiunea Martian Moons eXploration (MMX) în 2024 pentru a aduce înapoi primele mostre de pe Phobos.   Nava spațială va intra pe orbită în jurul lui Marte, apoi se va transfera către Phobos  și va ateriza o dată sau de două ori și va aduna particule de regolit asemănătoare nisipului folosind un sistem pneumatic simplu.  Misiunea de aterizare își propune să recupereze o mostră de minimum 10 g.   Nava spațială va decola apoi de pe Phobos și va face mai multe zboruri ale satelitului mai mic Deimos înainte de a trimite modulul de returnare înapoi pe Pământ, sosind în iulie 2029.  

## Galerie

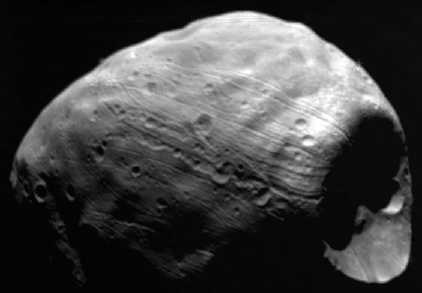
Phobos, cu craterul Stickney în dreapta (2003).
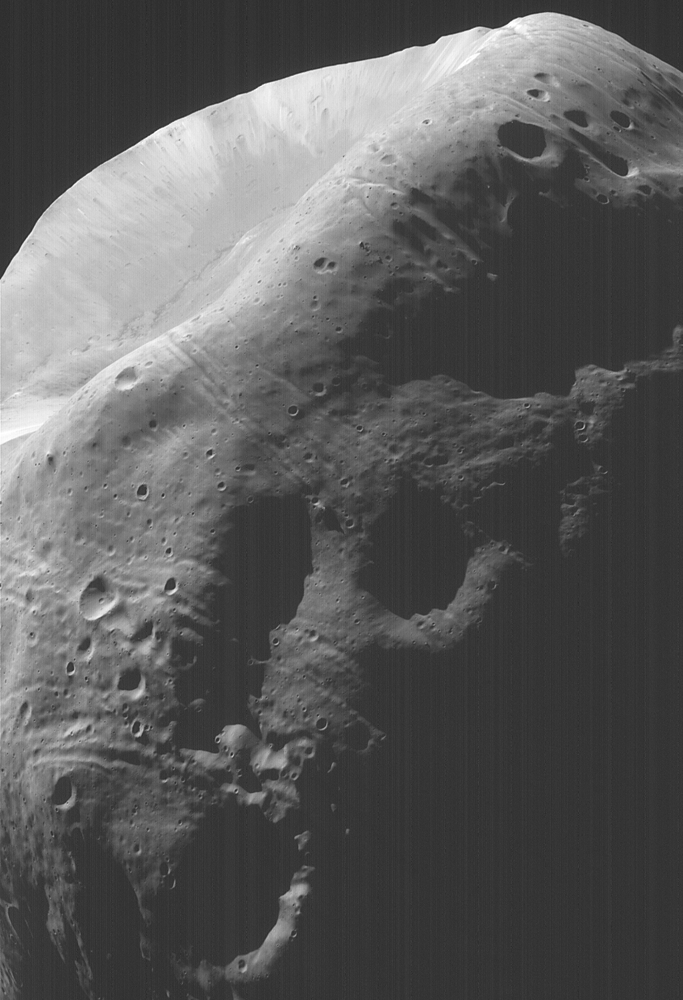
Phobos (1998).
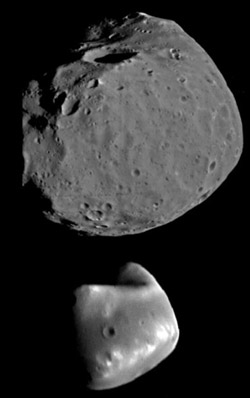
Comparație - Phobos (sus) și Deimos (jos) (2005).

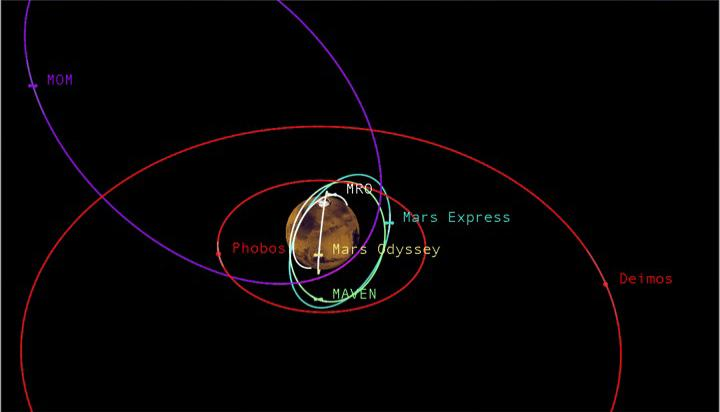
Orbitele sateliților și navelor spațiale care îl orbitează pe Marte.